# Pirámide de Amenemhat II
La pirámide de Amenemhat II es una antigua pirámide egipcia localizada en Dahshur (Egipto). Debido a su recubrimiento de piedra caliza, es también conocida como pirámide blanca.
El monumento fue excavado en 1894 y 1895 por Jacques de Morgan. El complejo está muy arruinado y queda poco o nada de la pirámide. Solo se conserva una parte del pasillo de acceso de la entrada norte y las estancias subterráneas. Del recinto y el templo funerario aún quedan algunos vestigios, pero el templo del valle no ha sido encontrado.
Este conjunto ha adquirido cierta fama gracias al "tesoro de Dahshur" descubierto por Jacques de Morgan en las tumbas de las princesas Itaweret, Itaoueret y Sithathormeret, tumbas que datan de finales de la dinastía XII y situadas en el recinto al oeste de la pirámide.

## Arquitectura

### Complejo funerario
El recinto del complejo mide unos 225 metros de largo y 100 metros de ancho y, tal como sugiere el egiptólogo Dieter Arnold, probablemente fue un recinto escalonado. La avenida que unía el templo funerario con el templo del valle tenía más de veinte metros de largo. El templo del valle no ha sido encontrado y del templo funerario solo quedan escombros.
La necrópolis de los altos funcionarios de la corte Amenemhat II está situada al sur del complejo, en el borde del valle. Las numerosas sepulturas encontradas en los alrededores o en el interior del recinto no son contemporáneas al rey, siendo de las dinastías III y IV o bien posteriores al reinado de Amenemhat II (tumbas de las princesas Itaweret, Itaoueret y Sithathormeret).

### Pirámide
Todo lo que queda de la pirámide es un montículo de escombros con una excavación en su centro excavado por los trabajadores de Jacques de Morgan, lo cual les permitió descubrir la cámara funeraria.
La entrada estuvo situada, antaño, sobre la cara norte de la pirámide y se podía penetrar en la tumba por un pasillo descendente que todavía conduce hoy a las estancias funerarias intactas.
La mampostería de la pirámide estaba compuesta de muros de contención de piedra caliza que irradiaban desde el centro. Cruzados, estos muros forman compartimentos que los antiguos egipcios rellenaban primero de arena y escombros y luego de filas superpuestas de ladrillos. Finalmente, la pirámide fue revestida con piedra caliza cuidadosamente tallada.
Según el egiptólogo Rainer Stadelmann, las piedras del paramento de la pirámide de Amenemhat II provienen de la pirámide acodada de Seneferu en Dahshur.